# كانجينتشو

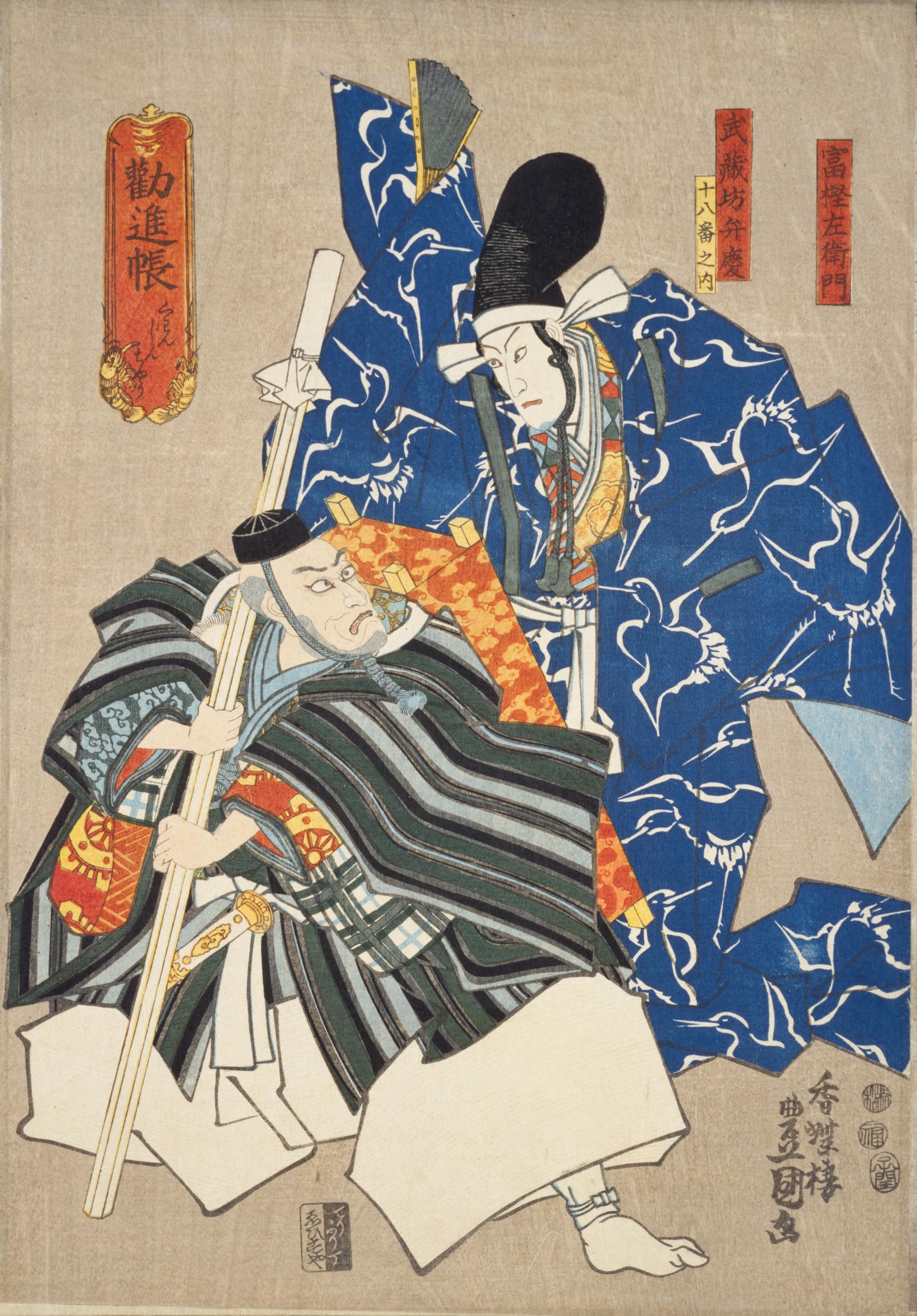
لوحة لمقطعة في مسرحية كانجينتشو.

كانجينتشو (باليابانية: 勧進帳) هي مسرحية كابوكي يابانية ألفها ناميكي غوهيه الثالث بناء على مسرحية أتاكا من فن النو. تعتبر كانجينتشو أحد أشهر مسرحيات مسرح الكابوكي في العصر الحديث.
أديت المسرحية للمرة الأولى عام 1840 في كاوارازاكي-زا في إدو.